# Sulmgau
|  | Dieser Artikel oder Abschnitt wurde wegen inhaltlicher Mängel auf der Qualitätssicherungsseite der Redaktion Geschichte eingetragen (dort auch Hinweise zur Abarbeitung dieses Wartungsbausteins). Dies geschieht, um die Qualität der Artikel im Themengebiet Geschichte auf ein akzeptables Niveau zu bringen. Dabei werden Artikel gelöscht, die nicht signifikant verbessert werden können. Bitte hilf mit, die Mängel dieses Artikels zu beseitigen, und beteilige dich bitte an der Diskussion! |

Der Sulmgau war eine mittelalterliche Gaugrafschaft, die das Gebiet der Sulm im Norden des heutigen Baden-Württembergs umfasste. Der Hauptort des Gaus war vermutlich Neckarsulm (villa sulmana).
778 wurde die Gegend um Neckarsulm als Sulmanachgowe in einer Schenkungsurkunde Karls des Großen an das Kloster Lorsch erstmals erwähnt.